# Жовна сива

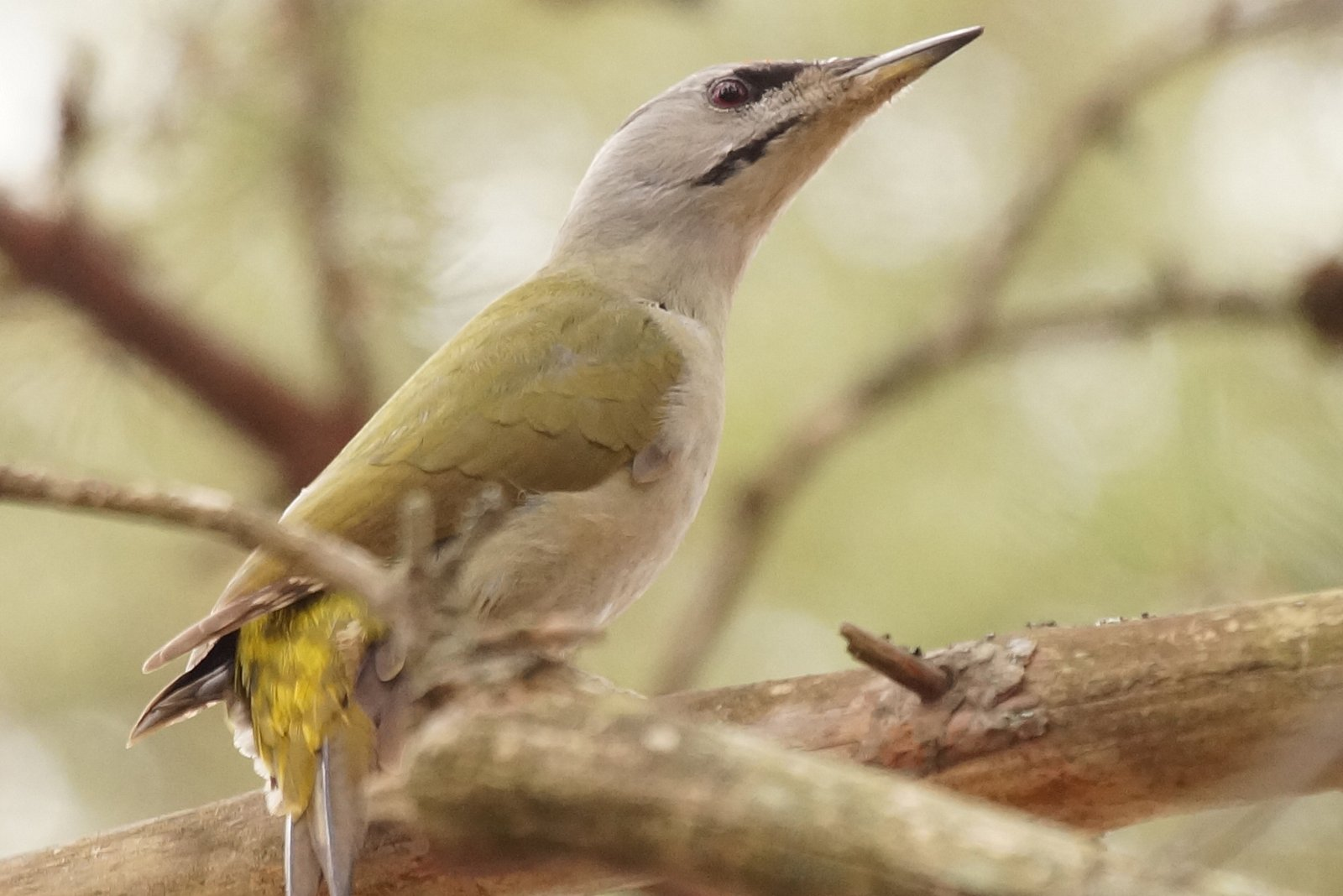
Самиця

Жовна́ сива, дятел сивий (Picus canus) — вид птахів роду Жовна родини Дятлових. Поширений у неморальній смузі Євразії. Один з двох видів роду у фауні України. В Україні осілий, кочовий вид. Охороняється Бернською конвенцією.

## Зовнішній вигляд
Маса тіла 100—145 г, довжина тіла 25-26 см, розмах крил 38-40 см. У дорослого самця голова і шия сірі; на лобі і спереду тім'я червона пляма; вуздечка чорна, а нижчу вузькі чорні «вуса»; спина і покривні пера крил оливково-зелені; поперек і надхвістя жовті; низ зеленкувато-сірий; першорядні махові пера бурі, з білими плямами, які на розгорнутих крилах утворюють смуги; другорядні махові пера зверху оливково-зелені; хвіст темно-бурий, з оливковим відтінком і нечіткою світлою смугастістю, цупкий, загострений; дзьоб чорно-бурий або сірувато-чорний; ноги сірі; райдужна оболонка ока жовтувата. Доросла самка подібна до дорослого самця, але червона пляма на голові відсутня. Молодий самець подібний до дорослого самця, а молода самка подібна до дорослої самки, але оперення тьмяне; райдужна оболонка ока темно-коричнева.

## Поширення
Сивий дятел поширений в Євразії від центральної Франції, Швейцарії, колишньої Югославії на схід до тихоокеанського узбережжя. На північ у Скандинавії до 64-ї паралелі, до південної Фінляндії, району Санкт-Петербургу, Череповця, верхів'їв Печори, в області Уральського хребта, в басейні Іртиша і Обі до 61-ї паралелі, до району Томська, в долині Єнісею до 60-ї паралелі, в долині Ангари до 58-ї паралелі, до північної краю Байкалу, південних меж Вітімського плоскогір'я гирла Аргуни, далі на схід на півночі до 54-ї паралелі, в Примор'ї до гирла Горюна. На південь до центральної Франції, Македонії, Болгарії, дельти Дністра, до південної частини Дніпропетровської області, районів Бузулука і Оренбурга; на схід, у Західному Сибіру, південна межа ареалу простягається до південної межі лісової зони, до району Барнаула, південно-західного Алтаю, Хангаю, Кентея. Далі на схід південна межа поширення різко опускається на південь, стає східною межею ареалу та охоплює всю східну частину Китаю на захід до Ганьсу, Цинхая і Сичуані, південно-східний Китай, Індокитайський півострів і півострів Малакку, Бірму на захід до Ассама і вздовж нижнього поясу південного схилу Гімалаїв на захід до Кашміру. Заселяє острови: Сахалін, Хоккайдо, Тайвань, Хайнань, Суматра.
В Україні сивий дятел поширений у лісовій і лісостеповій смугах, крім високогір'я Карпат, а також у Придунайському регіоні і північній частині степової смуги. Під час зимових кочівель трапляється й південніше.

## Чисельність
Чисельність в Європі оцінена в 180—320 тис. пар, вона є стабільною. В Україні гніздиться 11—15 тис. пар,

## Гніздування

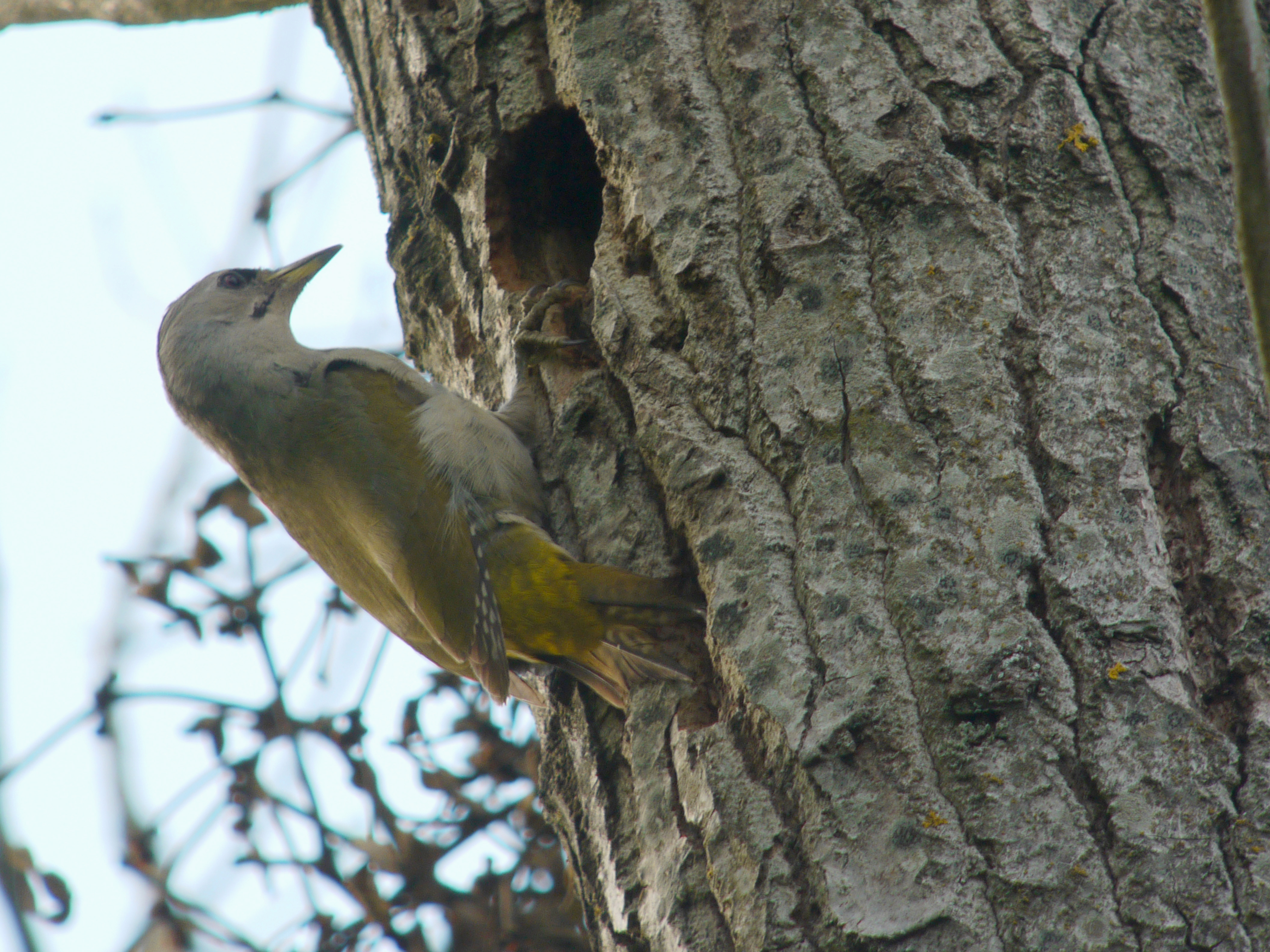
Біля дупла

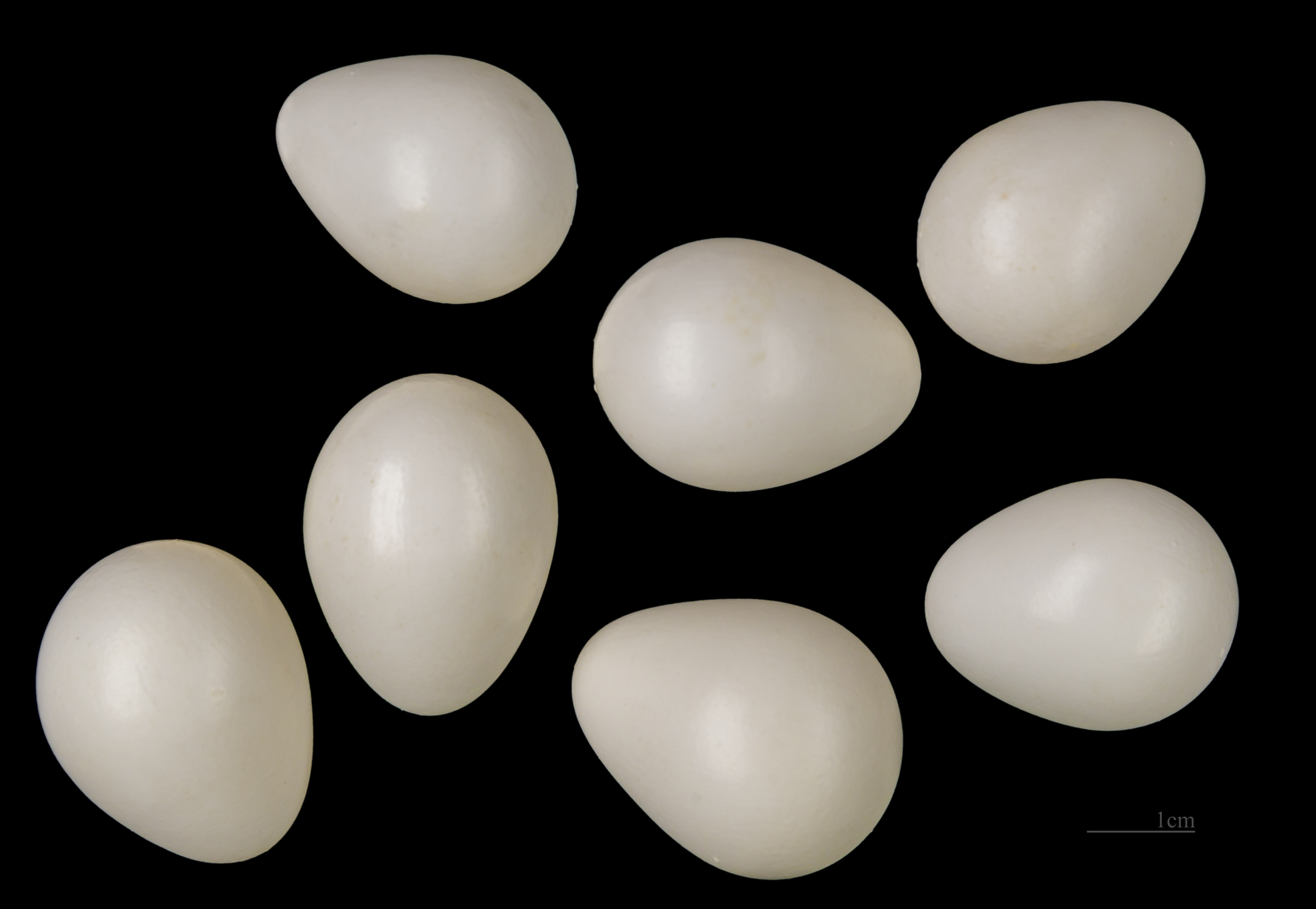
Picus canus

Населяє переважно мішані (хвойно-листяні і листяні ліси). Особливо охоче оселяється в заплавних хвойно-широколистяних освітлених лісах. Молодих лісів уникає, віддаючи перевагу гніздуванню у високо стовбурових деревах середнього і стиглого віку.
Гніздиться окремими парами, які розміщуються на значній відстані одна від одної. Гнізда влаштовує в дуплах, які видовбують спільно самець і самка в загниваючих стовбурах осики, дуба, берези, липи, сосни, ялини, вільхи або в засохлих деревах. Може займати і старі дупла, як свої, так і інших видів дятлів. Нерідко самець поряд із жилим дуплом будує дупло для ночівлі. Кладку птахи зазвичай розміщують на тонкій висилці з деревної трухи та щепок, які залишаються після будівництва дупла.
У кладці 6-7, інколи 5 або навіть 8-9, а у виключних випадках 10 яєць. Яйця чисто-білі, блискучі. Розміри яєць в середньому становлять 27,7×21,25 мм.
Відкладання яєць починається у деяких пар вже наприкінці квітня. Більшість пар залишають її у першій половині травня. Протягом року один виводок. Насиджування триває 17-18 діб. У ньому беруть участь обидва члени пари, причому самець насиджує вночі.

## Живлення
За способом живлення сивий дятел є мірмекофагом — основним його кормом є переважно мурашками. Однак у порівнянні із близькоспорідненим зеленим дятлом, склад їжі у сивого дятла більш різноманітний. У живленні також зустрічаються інші комахи (наприклад, личинки жуків, гусінь, цвіркуни) та павуки. Восени та взимку вживає в їжу рослинні корми — плоди деяких плодових культур (таких як яблуня, груша, вишня), ягоди (горобина, обліпиха), горіхи (сосни сибірської), жолуді. У холодний період року нерідко відвідує годівниці та може пошкоджувати вулики для живлення бджільми.
Зазвичай їжу знаходить на землі, перестрибуючи з місця на місце. Інколи, частіше взимку, добуває корм зі стовбурів дерев у ході їх ретельного огляду. Довбає деревину небагато і переважно м'який матеріал.

## Охорона
Вид занесений до Додатку ІІ Бернської конвенції (охоронна категорія: підлягає особливій охороні). На регіональному рівні в Україні занесений до Червоного списку тварин Дніпропетровської області.

## Систематика
У довіднику «Керівництво по птахам світу» наведено 11 підвидів сивого дятла:
- Picus canus canus J. F. Gmelin, 1788
- Picus canus jessoensis Stejneger, 1886
- Picus canus sanguiniceps Stuart Baker, 1926
- Picus canus hessei Gyldenstolpe, 1916
- Picus canus guerini (Malherbe, 1849)
- Picus canus kogo (Bianchi, 1906)
- Picus canus sordidior (Rippon, 1906)
- Picus canus sobrinus J. L. Peters, 1948
- Picus canus tancolo (Gould, 1863)
- Picus canus robinsoni (Ogilvie-Grant, 1906)
- Picus canus dedemi (van Oort, 1911)